# Новое Никольское (Тульская область)
Новоникольское — село в Чернском районе Тульской области.
Вблизи села протекает река Розка.
| 2010 |
| ---- |
| 11   |

## История
Село принадлежало роду Мясоедовых. С последней четверти XVIII века известна усадьба секунд-майора Пимена Александровича Мясоедова (1715—1771), в первой половине XIX века селом владел его сын — коллежский асессор Ефграф Пименович Мясоедов (?—1848), затем — его двоюродный брат штаб-ротмистр А. П. Мясоедов (1817—?), его потомки — П. А. Мясоедов и А. П. Мясоедов.
Вероятно, после 1848 года селом владел Павел Николаевич Мясоедов (1799—1868) — однокашник Пушкина по Лицею, впоследствии не снискавший ни высоких должностей, ни литературной славы. Отцом П. Н. Мясоедова был Николай Ефимович Мясоедов — статский советник, московский вице-губернатор (1790—1793), а затем — директор Главной соляной конторы. Видный пост занимал и дядя Павла Николаевича, Алексей Ефимович, адмирал, член адмиралтейств-коллегии.
В 1926—1929 годах Новоникольское было центром Новоникольского района Тульской губернии.

## Достопримечательности
Покровская церковь (1836), построенная в стиле классицизм владельцем села Е. П. Мясоедовым на месте прежней деревянной. У церкви похоронен уездный предводитель (1910) и представители рода Мясоедовых — майор Пимен Александрович (1771), Ефграф Пименович (1848), полковник Пётр Пименович (1883).

## Известные жители
22 ноября 1905 года в селе родился Николай Алексеевич Слёзкин — учёный-механик, профессор МГУ имени М. В. Ломоносова и Артиллерийской академии имени Ф. Э Дзержинского, декан механико-математического факультета МГУ.